# أنطون بنينج
أنطون بنينج (بالألمانية: Anton Benning)‏ هو طيار ألماني، ولد في 15 مايو 1918 في Fehrbellin ‏ في ألمانيا، وتوفي في 29 سبتمبر 2013 في ركلنهاوزن في ألمانيا.